# Piedras Negras (Guatemala)
Pour les articles homonymes, voir Piedras Negras.
Piedras Negras est le plus grand des sites archéologiques maya situés le long de la rivière Usumacinta au Guatémala. Situé à quarante kilomètres en aval de Yaxchilan, il fait partie du Grand Parc archéologique du département du Petén. Il tire son nom espagnol actuel de la couleur noire des pierres dans la rivière toute proche. Son nom maya, que l'on ne connaît que depuis peu[Quand ?], était « Yocib » (« l'entrée »). C'est en étudiant les inscriptions de Piedras Negras que Tatiana Proskouriakoff a jeté les bases du déchiffrement de l'écriture maya.

## Histoire

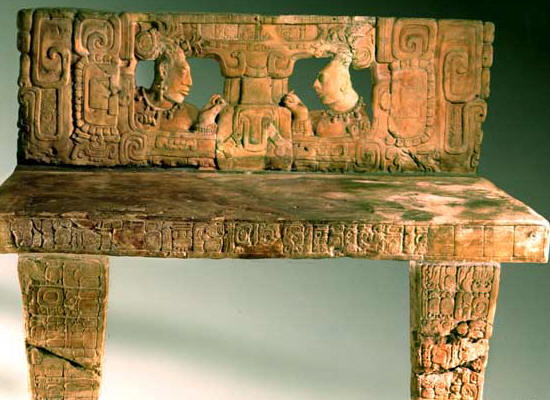
Trône 1. Musée national d'anthropologie et d'histoire du Guatemala.

Actif dès le préclassique, Piedras Negras a connu des hauts et des bas. Une inscription de l'Autel 1 fait remonter sa fondation à une date mythique en compte long qui correspond à 4691 av. J.-C., c'est-à-dire avant même le début de l'ère actuelle selon les Mayas. Vers 460, le souverain de Yaxchilan semble avoir capturé celui de Piedras Negras, dont nous ignorons le nom exact et, qu'à défaut de mieux, on appelle Souverain A. 

## Le site

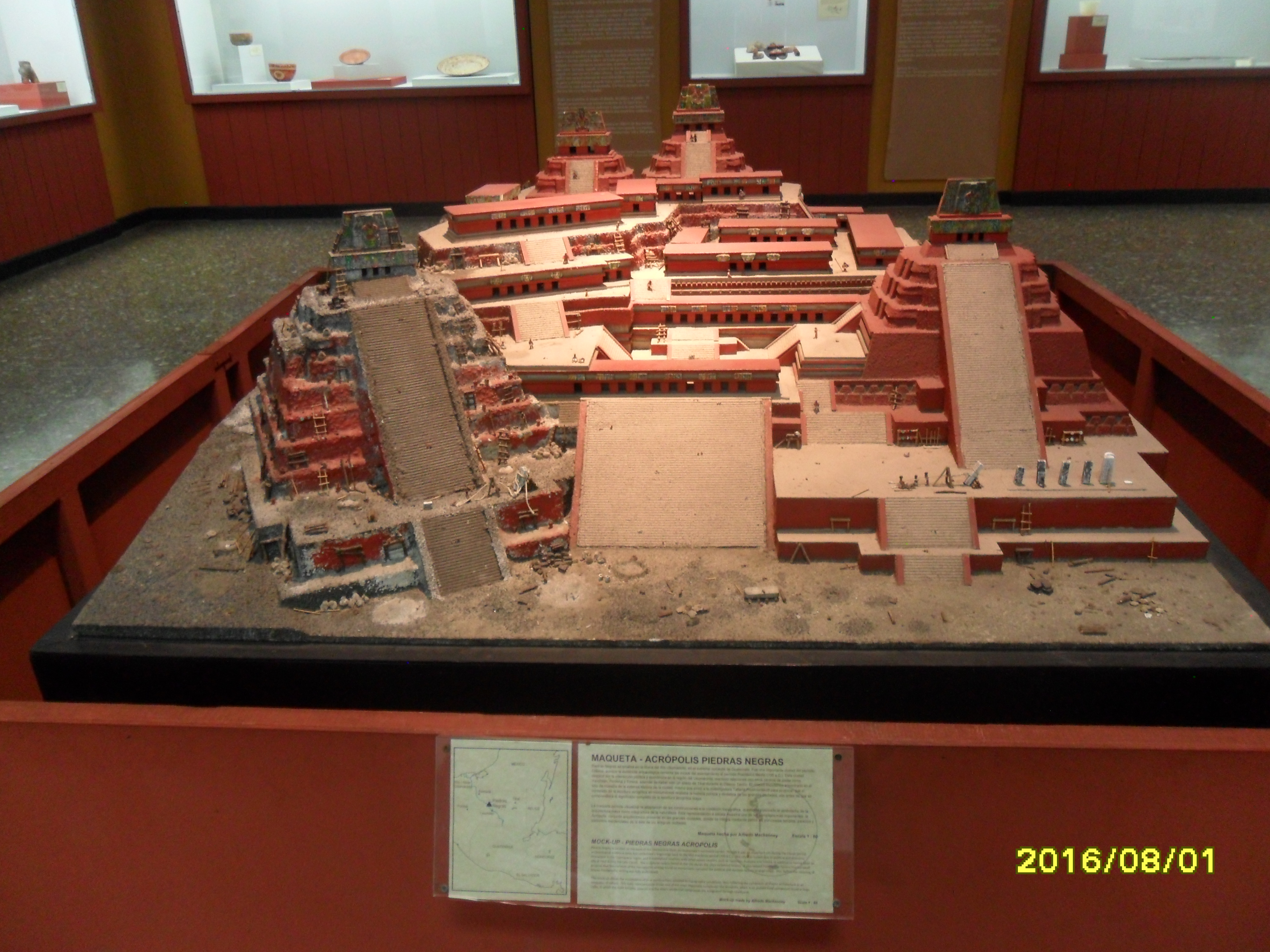
Maquette de l'acropole de Piedras Negras

Le site occupe un plateau en pente légère. Les bâtiments ne font pas face à la rivière. Les divers monuments se regroupent le long des pentes de légères vallées, plutôt qu’en haut des collines, comme c’était le cas à Yaxchilán.
Ses ruines sont aussi vastes que celles de Tikal, mais beaucoup moins visitées par les touristes. Piedras Negras rejoint Palenque et Copan pour la délicatesse du tracé, ses magnifiques panneaux muraux débordants de figures et de glyphes.
Les bâtiments de Piedras Negras étaient ouverts sur l’extérieur, aérés même, d’une façon radicalement différente de la tradition conservative du Petén. On ne compte que peu d’édifices à Piedras Negras qui traduisent la mode architecturale du Petén : avec un plan qui insère une chambre minuscule sous un toit massif doté d’une crête.
C'est sur ce site maya classique, célèbre pour ses monuments sculptés, que les spécialistes décodèrent pour la première fois le glyphe signifiant « accession au pouvoir ». Une percée qui révéla que les glyphes mayas conservaient la mémoire d'évènements historiques réels.